# Kaštel Gomilica
Kaštel Gomilica is een plaats in de gemeente Kaštela in de Kroatische provincie Split-Dalmatië. De plaats telt 4.699 inwoners (2021).
Kaštel Gomilica werd gebouwd in de eerste helft van de 16e eeuw door benedictijnse nonnen uit Split. De nonnen bouwden het op het landgoed (Pustica) dat zij in 1078 als schenking ontvingen van koning Zvonimir van Kroatië. Ze bouwden ook de romaanse kerk van St. Cosmas en Damian in 1160 en richtten een katholiek klooster op een klein eiland op, dat tegenwoordig bekendstaat als Kaštilac. Kaštel Gomilica werd gebruikt als een van de filmlocaties in de HBO-serie Game of Thrones, waar het diende als decor voor de Vrije Stad Braavos.

## Foto's

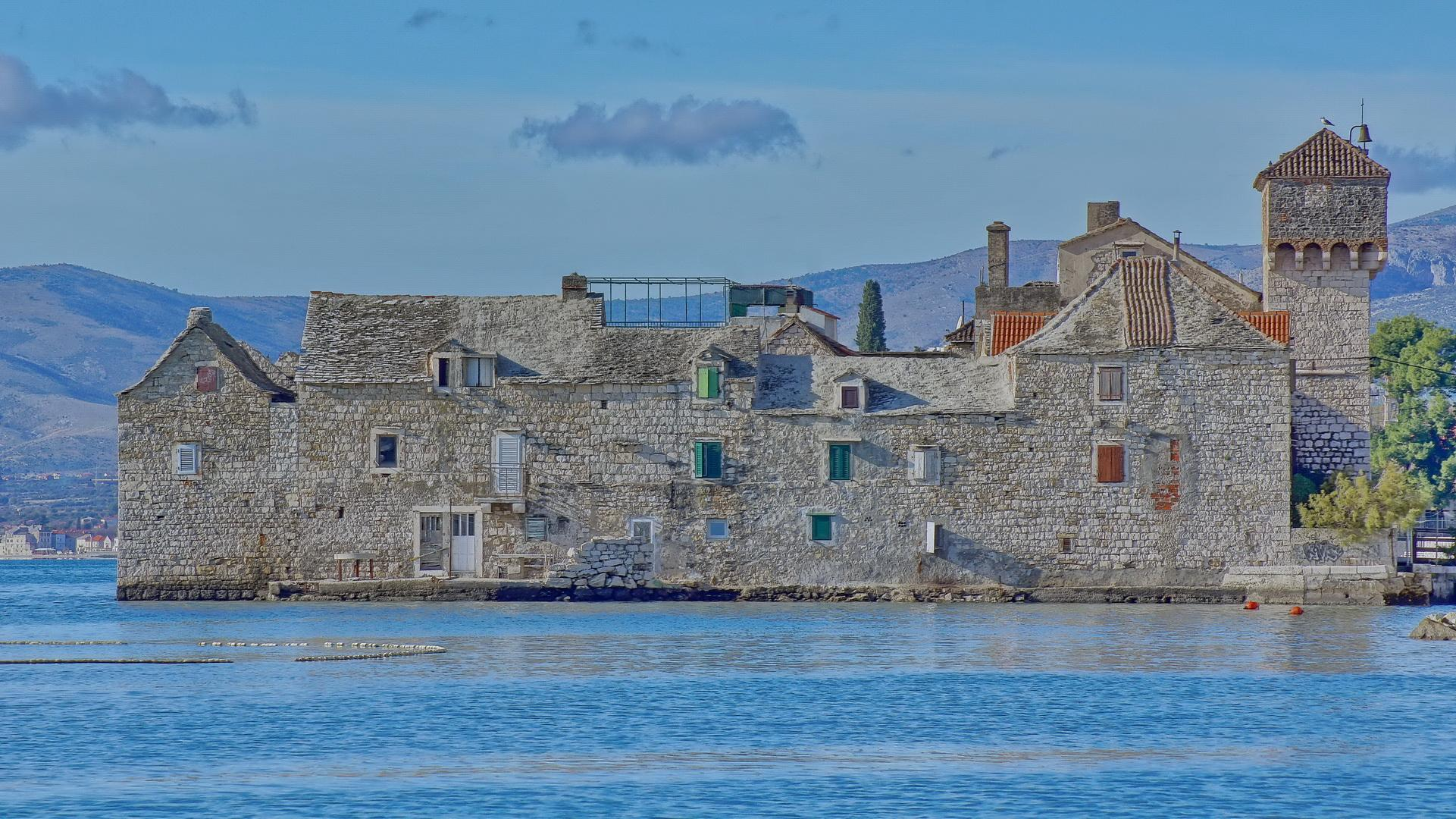
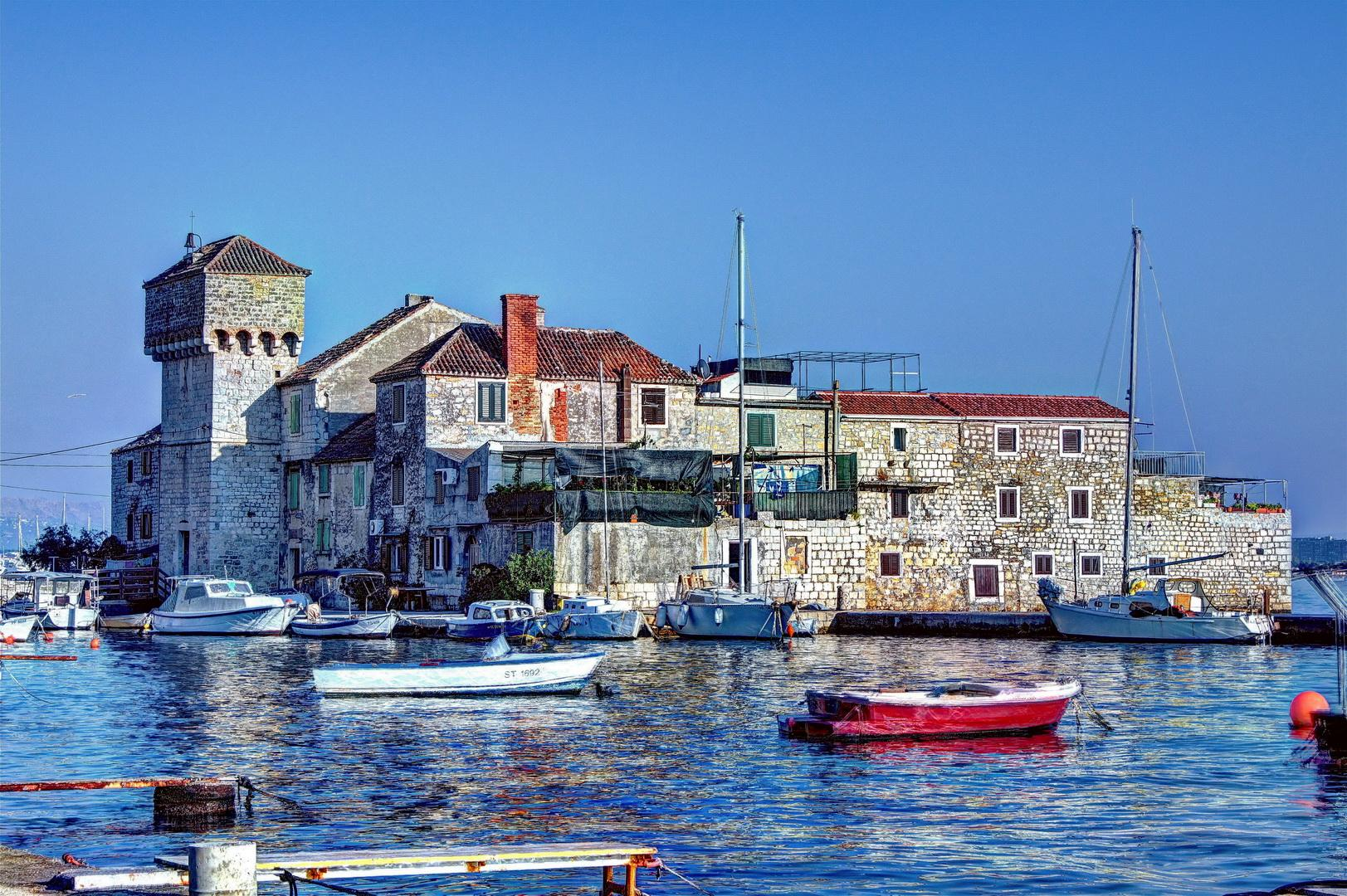
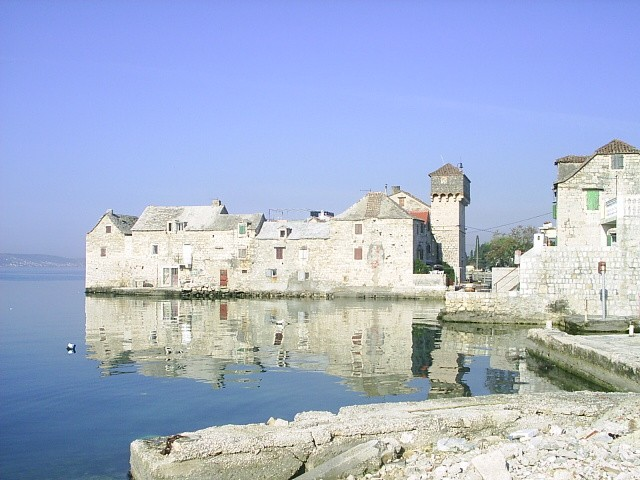
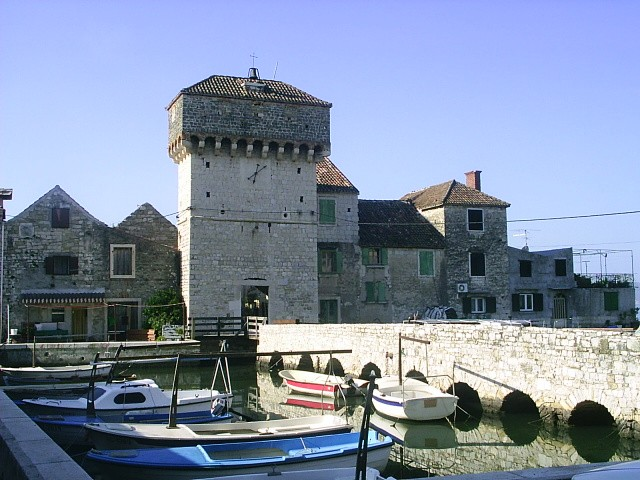